# Доброч
Доброч (словац. Dobroč) — село, громада округу Лученець, Банськобистрицький край, центральна Словаччина, регіон Новоград. Кадастрова площа громади — 18,87 км². Протікає Доброчський потік.
Населення 617 осіб (станом на 31 грудня 2017 року).

## Історія
Доброч згадується в 1393 році.

## Географія
Протікає Врбінський потік.

## Населення
| Рік:            | 1994. | 2004.   | 2014.   | 2024.   |
| --------------- | ----- | ------- | ------- | ------- |
| Кількість осіб: | 714   | 680     | 642     | 598     |
| Різниця:        |       | -4,76 % | -5,58 % | -6,85 % |

| Рік:            | 2023. | 2024.   |
| --------------- | ----- | ------- |
| Кількість осіб: | 596   | 598     |
| Різниця:        |       | +0,33 % |